# Ґулріпші
Ґулріпші або Ґулрипш (абх. Гәылрыҧшь, груз. გულრიფში) — містечко в Абхазії, за 12 км на південний схід від Сухумі. Центр Ґулрипського району (Республіка Абхазія) та формального Ґулріпшійського муніципалітету (Грузія).